# Targuist
Targuist (àrab: تارجيست, Tārjīst; amazic estàndard marroquí: ⵜⴰⵔⴳⵉⵙⵜ, Targist) és un municipi de la província d'Al Hoceima, a la regió de Tànger-Tetuan-Al Hoceima, al Marroc. Segons el cens de 2014 tenia una població total de 13.390 persones. Es troba a les muntanyes del Rif, al llarg de la carretera entre Alhucemas i Tetuan.

## Història
Durant la guerra del Marroc (1921-1926), Targuist va ser el lloc on els francesos van capturar Abd el-Krim, l'orgullós cap dels Beni Ouriaghel, l'home que va anar a la guerra per reclamar la independència de la seva tribu i va acabar proclamant la república independent del Rif.